# Tötungsdelikt Margarete Meußdoerffer
Das Tötungsdelikt Margarete Meußdoerffer war ein Kriminalfall vom 4. November 1929 in Kulmbach, bei dem die 62 Jahre alte Margarete Meußdoerffer, Ehefrau eines angesehenen Fabrikanten, ums Leben kam. Wegen der Tat wurden zwei stadtbekannte Kriminelle verurteilt. Gegen den 67 Jahre alten Ehemann, Kommerzienrat Heinrich Meußdoerffer, bestanden Verdachtsmomente, die nicht ausgeräumt werden konnten. Er wurde zwei Tage nach der Tat in Untersuchungshaft genommen. Die Ermittlungen gegen ihn wurden jedoch eingestellt. Es bestand der Verdacht, dass er auf das Verfahren Einfluss genommen hatte.

## Tathergang
Am späten Abend des 4. November 1929, gegen 22:50 Uhr, wollte der in seine Villa Am Schießgraben 15 heimkehrende Meußdoerffer seine Ehefrau gefesselt und geknebelt und mit Würgemalen auf ihrem Bett im Schlafzimmer vorgefunden haben. Seinen Angaben zufolge löste er ihre Fesseln, entfernte jedoch nicht den Knebel. Danach habe er das Haus nach Einbrechern abgesucht. Bei seiner Rückkehr sei seine Frau tot gewesen. Er habe dann eine größere Menge Bier getrunken und erst mitten in der Nacht die beiden Hausangestellten Frieda Tauer und Margarete Ellner geweckt. Ein Arzt, ein Dr. Seidel, wurde erst am nächsten Morgen gegen 7:30 Uhr verständigt. Er konnte nur noch den Tod der Margarete Meußdoerffer feststellen, und verständigte die Kriminalpolizei. Die Bayerische Rundschau berichtete erst am 8. November von der Tat, die großes öffentliches Aufsehen erregte. Kommentatoren der Zeitung warfen der Presse Sensationsgier vor und wiegelten ab. Am 12. November äußerte sich Heinrich Meußdoerffers Verteidiger, Dr. Greifenstein, ausführlich. Er beschrieb ein harmonisches Ehe- und Geschäftsleben.

## Ermittlungen
Ein Oberkommissar Hans Schiffner untersuchte den Tatort oberflächlich und meldete den Fall der Staatsanwaltschaft Bayreuth. Der Leitende Oberstaatsanwalt (LOStA) von Rebey übernahm die Leitung der Ermittlungen. Er veranlasste eine gerichtsmedizinische Untersuchung der Leiche. Dabei kamen zwei Gutachten zu dem Schluss, dass das Opfer erstickt sei. Die Verfasser eines dritten Gutachtens, Professor Eugen Kirch, späterer Direktor des Pathologischen Instituts Erlangen, und der Pathologe Geheimrat Max Borst, stellten als Todesursache jedoch einen Herzstillstand bei einer schon vorhanden gewesenen Herzschwäche fest. Am 5. November erwirkte von Rebey einen Untersuchungshaftbefehl gegen den Ehemann, der daraufhin vier Monate in Untersuchungshaft genommen wurde. Mehrere Haftbeschwerden blieben erfolglos.
Nach Ermittlungen von Oberkommissar Schiffner wurden jedoch Hans Popp und Fritz Schuberth, zwei wegen Einbruchdiebstahls vorbestrafte Personen, der Tat verdächtigt. Am 8. Januar 1930 wurden gegen sie Ermittlungen „wegen räuberischen Überfalls mit Todesfolge“ aufgenommen. Beide legten nach massiven Vernehmungen ein Geständnis ab. Die linksorientierte Bayreuther Zeitung Fränkische Volksbühne vermutete jedoch „Schiebung“. Sie zitierte am 3. Februar 1930 das Gerücht, Popp und Schuberth hätten von Meußdoerffer 6000 Mark dafür erhalten, dass sie sich der Tat bezichtigten. Beide widerriefen jedoch ihre Geständnisse. Anschließend kam es in ihrem Wohnhaus aus ungeklärten Gründen zu einer schweren Explosion, bei der die Mutter eines der Beschuldigten getötet wurde.

## Prozess
Der 41 Verhandlungstage dauernde Prozess, der sich zum Missfallen von LOStA von Rebey von Anfang an auf die vermeintlichen Einbrecher Schuberth und Popp konzentrierte, war durch einen heftigen Gutachterstreit geprägt. Das Gericht folgte schließlich dem Gutachten von Kirch und Borst, nach dem die bei einem von Schuberth und Popp begangenen Einbruch erlittene Aufregung zum Tod des Opfers geführt hatte. Schuberth und Popp wurden wegen schweren Raubes mit Todesfolge zu einer Zuchthausstrafe von viereinhalb bzw. sechs Jahren verurteilt. Heinrich Meußdoerffer wurde „außer Verfolgung“ gesetzt, was nicht als Freispruch angesehen wurde.

## Rezeption
Auf Grund der zahlreichen ungeklärten Umstände um Tathergang, Ermittlungen und Prozess wird die Tat bis heute als ungeklärt angesehen. Die Tätigkeit der Ermittlungsbehörden wurde kontrovers dargestellt, es wurden Belastungseifer der Justiz gegenüber Meußdoerffer sowie private Einflussnahme auf die Ermittlungen diskutiert. Nach dem Prozess soll ein Buch mit einem Titel ähnlich wie „Die Wahrheit über den Fall Meußdoerffer“ erschienen sein, das auf Betreiben der Familie Meußdoerffer jedoch aus dem Verkehr gezogen wurde. Der pensionierte Kriminalbeamte Gotthold Lehnerdt veröffentlichte 1933 ein Buch, in dem er die Staatsanwaltschaft beschuldigte, einseitig zu Lasten Meußdoerffers ermittelt zu haben. Die Regionalpresse bezeichnete den Fall als Jahrhundertprozess. Die 1889 erbaute Villa ist noch heute in Kulmbach als „Mord-Villa“ bekannt.

### Porträt einer Frau mit Plassenburg
2021 tauchte im Münchner Kunsthandel ein Porträt des Malers Franz Xaver W. Braunmiller von einer damals unbekannten Frau mit Plassenburg auf, das vom Verein Freunde der Plassenburg erworben wurde. Eine öffentlich durchgeführte Suche des Vereins führte zu dem Ergebnis, dass es sich bei der Dargestellten um die Ende 1929 getötete Margarete Meußdoerffer handelt. Bemerkenswert an dem Gemälde ist die Datierung Braunmillers, der das Porträt 1930 im Auftrag des Ehemanns Heinrich Meußdoerffer vollendete.